# Ryan Murphy (zwemmer)
Ryan Murphy (Chicago, 2 juli 1995) is een Amerikaanse zwemmer. Hij vertegenwoordigde zijn vaderland op de Olympische Zomerspelen 2016 in Rio de Janeiro.

## Carrière
Bij zijn internationale debuut, op de Pan-Amerikaanse Spelen 2011 in Guadalajara, veroverde Murphy de bronzen medaille op de 200 meter rugslag.
Tijdens de wereldkampioenschappen kortebaanzwemmen 2012 in Istanboel sleepte de Amerikaan de bronzen medaille in de wacht op de 200 meter rugslag. Samen met Mihail Alexandrov, Thomas Shields en Anthony Ervin zwom hij in de series van de 4x100 meter wisselslag, in de finale legde Shields samen met Matt Grevers, Kevin Cordes en Ryan Lochte beslag op de wereldtitel. Voor zijn inspanningen in de series werd Murphy beloond met de gouden medaille.
In Gold Coast nam Murphy deel aan de Pan-Pacifische kampioenschappen zwemmen 2014. Op dit toernooi veroverde hij de bronzen medaille op de 100 meter rugslag, daarnaast eindigde hij als vierde op de 200 meter rugslag.
Op de wereldkampioenschappen zwemmen 2015 in Kazan eindigde de Amerikaan als vijfde op de 200 meter rugslag. Op de 4x100 meter wisselslag sleepte hij samen met Kevin Cordes, Thomas Shields en Nathan Adrian de wereldtitel in de wacht. Samen met Kevin Cordes, Katie McLaughlin en Margo Geer behaalde hij de zilveren medaille op de gemengde 4x100 meter wisselslag.
Tijdens de Olympische Zomerspelen van 2016 in Rio de Janeiro werd Murphy olympisch kampioen op zowel de 100 als de 200 meter rugslag, op de 100 meter rugslag verbeterde hij in de finale het olympisch record. Op de 4x100 meter wisselslag legde hij samen met Cody Miller, Michael Phelps en Nathan Adrian beslag op olympisch goud, als startzwemmer verbeterde hij het wereldrecord op de 100 meter rugslag.
In Boedapest nam hij deel aan de wereldkampioenschappen zwemmen 2017. Op dit toernooi veroverde hij de zilveren medaille op de 200 meter rugslag en de bronzen medaille op de 100 meter rugslag. Samen met Cody Miller, Tim Phillips en Townley Haas zwom hij in de series van de 4x100 meter wisselslag, in de finale sleepten Matt Grevers, Kevin Cordes, Caeleb Dressel en Nathan Adrian de wereldtitel in de wacht. Op de 4x100 meter wisselslag gemengd zwom hij samen met Kevin Cordes, Kelsi Worrell en Mallory Comerford in de series, in de finale behaalden Matt Greveres, Lilly King, Caeleb Dressel en Simone Manuel de wereldtitel. Voor zijn aandeel in de series van beide estafettes werd hij beloond met twee gouden medailles.
Op de Pan-Pacifische kampioenschappen zwemmen 2018 in Tokio veroverde de Amerikaan de gouden medaille op zowel de 100 als de 200 meter rugslag. Samen met Andrew Wilson, Caeleb Dressel en Nathan Adrian behaalde hij de gouden medaille op de 4x100 meter wisselslag. Tijdens de wereldkampioenschappen kortebaanzwemmen 2018 in Hangzhou legde Murphy beslag op de wereldtitel op de 100 meter rugslag, daarnaast sleepte hij de zilveren medaille in de wacht op zowel de 50 als de 100 meter rugslag. Op de 4x100 meter wisselslag werd hij samen met Andrew Wilson, Caeleb Dressel en Ryan Held wereldkampioen. Samen met Michael Andrew, Caeleb Dressel en Ryan Held veroverde hij de zilveren medaille op de 4x50 meter wisselslag. Op de gemengde 4x50 meter wisselslag zwom hij samen met Katie Meili, Kendyl Stewart en Michael Chadwick in de series, in de finale behaalden Olivia Smoliga, Michael Andrew, Kelsi Dahlia en Caeleb Dressel de wereldtitel. Voor zijn inspanningen in de series ontving hij eveneens de gouden medaille.
In Gwangju nam hij deel aan de wereldkampioenschappen zwemmen 2019. Op dit toernooi legde hij beslag op de zilveren medaille op de 200 meter rugslag. Daarnaast eindigde hij als vierde op zowel de 50 als de 100 meter rugslag. Samen met Andrew Wilson, Caeleb Dressel en Nathan Adrian sleepte hij de zilveren medaille in de wacht op de 4x100 meter wisselslag.

## Internationale toernooien
| Jaar | Olympische Spelen                               | WK langebaan | WK kortebaan | PanPacs                                         | Pan-Amerikaanse Spelen |
| ---- | ----------------------------------------------- | --- | --- | ----------------------------------------------- | ---------------------- |
| 2011 |                                                 | geen deelname | |                                                 | 200m rugslag           |
| 2012 | geen deelname                                   | | 200m rugslag · 4x100m wisselslag · Murphy zwom enkel de series                                                                            |                                                 |                        |
| 2013 |                                                 | geen deelname | |                                                 |                        |
| 2014 |                                                 | | geen deelname | 100m rugslag · 4e 200m rugslag                  |                        |
| 2015 |                                                 | 5e 200m rugslag · 4x100m wisselslag · 4x100m wisselslag gemengd                                                                         | |                                                 | geen deelname          |
| 2016 | 100m rugslag · 200m rugslag · 4x100m wisselslag | | geen deelname |                                                 |                        |
| 2017 |                                                 | 100m rugslag · 200m rugslag · 4x100m wisselslag · Murphy zwom enkel de series · 4×100m wisselslag gemengd · Murphy zwom enkel de series | |                                                 |                        |
| 2018 |                                                 | | 50m rugslag · 100m rugslag · 200m rugslag · 4x50m wisselslag · 4x100m wisselslag · 4x50m wisselslag gemengd · Murphy zwom enkel de series | 100m rugslag · 200m rugslag · 4x100m wisselslag |                        |
| 2019 |                                                 | 4e 50m rugslag · 4e 100m rugslag · 200m rugslag · 4x100m wisselslag · 4×100m wisselslag gemengd                                         | |                                                 | geen deelname          |

## Persoonlijke records
Bijgewerkt tot en met 21 november 2020
Kortebaan
| Afstand      | Tijd    | Datum            | Plaats    |
| ------------ | ------- | ---------------- | --------- |
| 50m rugslag  | 22,54   | 21 november 2020 | Boedapest |
| 100m rugslag | 49,23   | 12 december 2018 | Hangzhou  |
| 200m rugslag | 1.47,34 | 16 december 2018 | Hangzhou  |

Langebaan
| Afstand      | Tijd     | Datum            | Plaats         |
| ------------ | -------- | ---------------- | -------------- |
| 50m rugslag  | 24,24    | 27 juli 2018     | Irvine         |
| 100m rugslag | WR 51,85 | 13 augustus 2016 | Rio de Janeiro |
| 200m rugslag | 1.53,57  | 12 augustus 2018 | Tokio          |